# 温巴什乡
温巴什乡，是中华人民共和国新疆维吾尔自治区阿克苏地区拜城县下辖的一个乡镇级行政单位。

## 行政区划
温巴什乡下辖以下地区：
吉格代力克村、阿瓦提村、乌堂村、墩买里村、尤喀克温巴什村、协依合托喀依买里村、托万克温巴什村、阔纳吐尔村、开外孜力克村、托万克开外孜力克村、托格拉克勒克买里村、秋木喀村、奥依库木希村、博斯坦村、牧场村和煤矿村。